# Свинецдикальций
Свинецдикальций — бинарное неорганическое соединение
свинца и кальция
с формулой Ca2Pb,
кристаллы.

## Получение
- Сплавление стехиометрических количеств чистых веществ:

{\displaystyle {\mathsf {Pb+2Ca\ {\xrightarrow {1205^{o}C}}\ Ca_{2}Pb}}}

## Физические свойства
Свинецдикальций образует кристаллы
ромбической сингонии, пространственная группа P nma, параметры ячейки a = 0,8075 нм, b = 0,5100 нм, c = 0,9647 нм, Z = 4,
структура типа дихлорида свинца
.
Соединение конгруэнтно плавится при температуре 1205 °C 
(1203 °C ).
Соединение является полупроводником 